# Charmes-sur-Rhône
Pour les articles homonymes, voir Charmes.
Charmes-sur-Rhône est une commune française, située dans le département de l'Ardèche en région Auvergne-Rhône-Alpes.

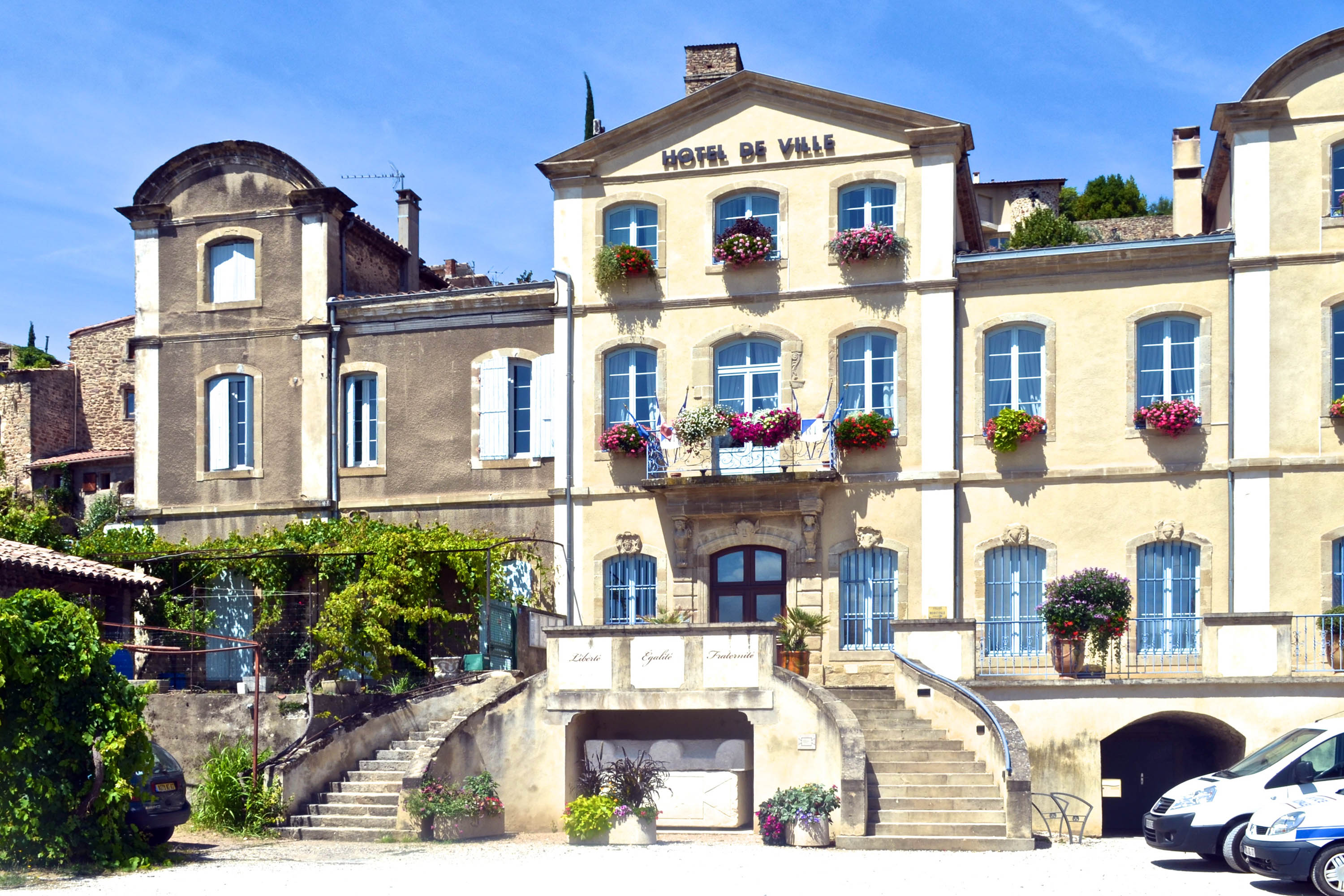
L’hôtel de ville.

## Géographie

### Situation et description
La commune de Charmes-sur-Rhône est située à environ 10 kilomètres au sud-ouest de Valence (Drôme). Charmes-sur-Rhône est longée par le Rhône qui reçoit l'Embroye rivière au dénivelé rapide dans un chaos granitique. Elle est rattachée à la communauté de communes Rhône-Crussol.

### Climat
En 2010, le climat de la commune est de type climat méditerranéen altéré, selon une étude du CNRS s'appuyant sur une série de données couvrant la période 1971-2000. En 2020, Météo-France publie une typologie des climats de la France métropolitaine dans laquelle la commune est dans une zone de transition entre le climat de montagne et le climat méditerranéen et est dans la région climatique Moyenne vallée du Rhône, caractérisée par un bon ensoleillement en été (fraction d’insolation > 60 %), une forte amplitude thermique annuelle (4 à 20 °C), un air sec en toutes saisons, orageux en été, des vents forts (mistral), une pluviométrie élevée en automne (250 à 300 mm).
Pour la période 1971-2000, la température annuelle moyenne est de 13 °C, avec une amplitude thermique annuelle de 17,9 °C. Le cumul annuel moyen de précipitations est de 910 mm, avec 7,2 jours de précipitations en janvier et 4,9 jours en juillet. Pour la période 1991-2020, la température moyenne annuelle observée sur la station météorologique de Météo-France la plus proche, « Étoile », sur la commune d'Étoile-sur-Rhône à 5 km à vol d'oiseau, est de 13,5 °C et le cumul annuel moyen de précipitations est de 904,5 mm,. Pour l'avenir, les paramètres climatiques de la commune estimés pour 2050 selon différents scénarios d'émission de gaz à effet de serre sont consultables sur un site dédié publié par Météo-France en novembre 2022.

### Hydrographie
Le Rhône borde la partie orientale du territoire communal. La commune est en outre bordée par le ruisseau de l'Embroye qui marque la séparation de son territoire avec celui de la commune de Saint-Georges-les-Bains avant de rejoindre le Rhône

### Voies de communication et transport
La commune est traversée par l'ancienne route nationale 86 qui a été déclassée en route départementale (RD86). Celle-ci relie historiquement la ville de Lyon à celle de Nîmes.

## Urbanisme

### Typologie
Au 1er janvier 2024, Charmes-sur-Rhône est catégorisée ceinture urbaine, selon la nouvelle grille communale de densité à 7 niveaux définie par l'Insee en 2022.
Elle appartient à l'unité urbaine de Charmes-sur-Rhône, une agglomération intra-départementale dont elle est ville-centre,. Par ailleurs la commune fait partie de l'aire d'attraction de Valence, dont elle est une commune de la couronne,. Cette aire, qui regroupe 71 communes, est catégorisée dans les aires de 200 000 à moins de 700 000 habitants,.

### Occupation des sols
L'occupation des sols de la commune, telle qu'elle ressort de la base de données européenne d’occupation biophysique des sols Corine Land Cover (CLC), est marquée par l'importance des territoires agricoles (47,7 % en 2018), en diminution par rapport à 1990 (57 %). La répartition détaillée en 2018 est la suivante : 
zones agricoles hétérogènes (36,2 %), zones urbanisées (26,9 %), eaux continentales (10,7 %), terres arables (6,3 %), forêts (5,6 %), cultures permanentes (5,2 %), zones industrielles ou commerciales et réseaux de communication (4,8 %), milieux à végétation arbustive et/ou herbacée (4,3 %).
L'évolution de l’occupation des sols de la commune et de ses infrastructures peut être observée sur les différentes représentations cartographiques du territoire : la carte de Cassini (XVIIIe siècle), la carte d'état-major (1820-1866) et les cartes ou photos aériennes de l'IGN pour la période actuelle (1950 à aujourd'hui).

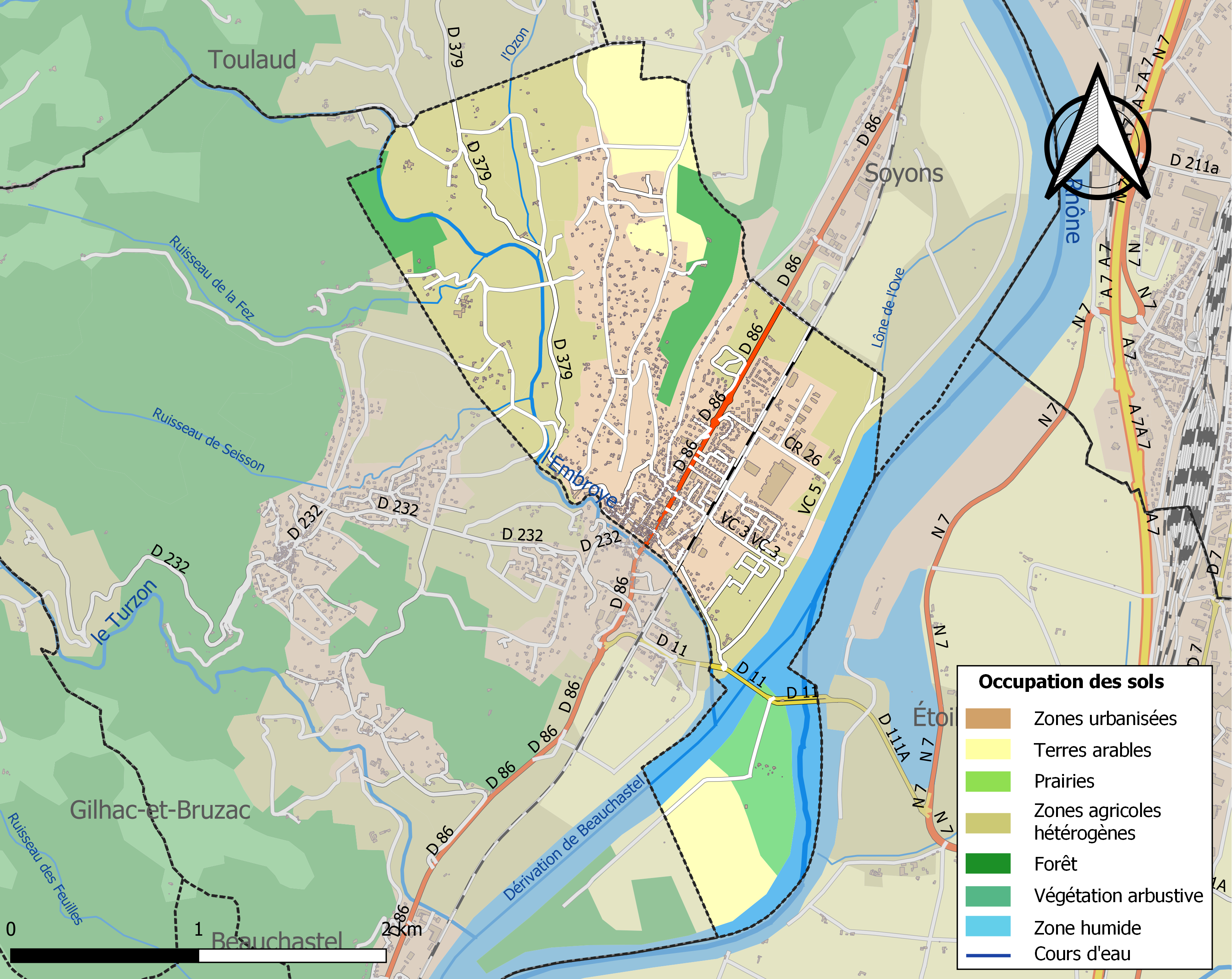
Carte des infrastructures et de l'occupation des sols de la commune en 2018 (CLC).

### Risques naturels et technologiques

#### Risques sismiques
L'ensemble du territoire de la commune de Charmes-sur-Rhône est situé en zone de sismicité no 3 (sur une échelle de 1 à 5), comme la plupart des communes situées dans la vallée du Rhône et la Basse Ardèche, mais en limite orientale de la zone no 2 qui correspond au plateau ardéchois.
| Type de zone | Niveau            | Définitions (bâtiment à risque normal) |
| ------------ | ----------------- | -------------------------------------- |
| Zone 3       | Sismicité modérée | accélération = 1,1 m/s2                |

## Toponymie
Le nom est transcrit charmis en 1264 et, plutôt que de l'arbre, viendrait de la racine pré-indo-européenne CALM-/CHARM- : "plateau aride". Bâtie à même le roc, la partie la plus ancienne du village, au caractère médiéval marqué, a donné son nom à la cité.

## Histoire
Le château féodal fut la résidence de la famille de Crussol jusqu'au XVIe siècle. Il fut démantelé sur ordre de Richelieu par les habitants en 1624, en une seule journée. Par la suite il servit de carrière pour la construction du village comme l'hôtel particulier de 1746, transformé en hôtel de ville en 2000.

## Politique et administration

### Liste des maires
| Période                                  | Période                   | Identité        | Étiquette    | Qualité    |
| ---------------------------------------- | ------------------------- | --------------- | ------------ | ---------- |
| Les données manquantes sont à compléter. |                           |                 |              |            |
| mars 1959                                | mars 1971                 | Henri Roulle    | UDR          | Commerçant |
|                                          |                           | Jean-Yves Bois  | RPR          |            |
| mars 2001                                | En cours (au 6 août 2020) | Thierry Avouac, | DVD puis UDI | Employé    |

## Population et société

### Démographie
L'évolution du nombre d'habitants est connue à travers les recensements de la population effectués dans la commune depuis 1793. Pour les communes de moins de 10 000 habitants, une enquête de recensement portant sur toute la population est réalisée tous les cinq ans, les populations de référence des années intermédiaires étant quant à elles estimées par interpolation ou extrapolation. Pour la commune, le premier recensement exhaustif entrant dans le cadre du nouveau dispositif a été réalisé en 2004.

En 2022, la commune comptait 3 160 habitants, en évolution de +8,78 % par rapport à 2016 (Ardèche : +2,48 %, France hors Mayotte : +2,11 %).
| 1793 | 1800 | 1806 | 1821 | 1831 | 1836 | 1841 | 1846 | 1851 |
| ---- | ---- | ---- | ---- | ---- | ---- | ---- | ---- | ---- |
| 625  | 626  | 628  | 677  | 793  | 856  | 892  | 898  | 990  |

| 1856  | 1861  | 1866  | 1872 | 1876 | 1881 | 1886 | 1891 | 1896 |
| ----- | ----- | ----- | ---- | ---- | ---- | ---- | ---- | ---- |
| 1 032 | 1 025 | 1 010 | 935  | 995  | 973  | 874  | 829  | 834  |

| 1901 | 1906 | 1911 | 1921 | 1926 | 1931 | 1936 | 1946 | 1954 |
| ---- | ---- | ---- | ---- | ---- | ---- | ---- | ---- | ---- |
| 838  | 806  | 769  | 659  | 642  | 674  | 666  | 592  | 724  |

| 1962 | 1968 | 1975  | 1982  | 1990  | 1999  | 2004  | 2006  | 2009  |
| ---- | ---- | ----- | ----- | ----- | ----- | ----- | ----- | ----- |
| 944  | 937  | 1 142 | 1 550 | 1 826 | 2 070 | 2 325 | 2 331 | 2 411 |

| 2014  | 2019  | 2022  | - | - | - | - | - | - |
| ----- | ----- | ----- | - | - | - | - | - | - |
| 2 727 | 2 979 | 3 160 | - | - | - | - | - | - |

### Enseignement
La commune est rattachée à l'académie de Grenoble.

### Médias
La commune est située dans la zone de distribution de deux organes de la presse écrite. L'Hebdo de l'Ardèche est un journal hebdomadaire français sis à Valence et couvrant l'actualité de tout le département de l'Ardèche. Le Dauphiné libéré est un journal quotidien de la presse écrite française régionale distribué dans la plupart des départements de l'ancienne région Rhône-Alpes, notamment l'Ardèche. La commune est située dans la zone d'édition de Privas.

### Cultes

#### Culte catholique
La communauté catholique de Charmes-sur-Rhône est rattachée à la paroisse « Saint-Nicolas-du-Rhône », elle-même rattachée au diocèse de Viviers.

## Économie
Une entreprise appartenant au groupe Mousquetaires est implantée sur la commune depuis 1986. En 2023, l'usine emploie 242 salariés. Elle s'étend sur 25 000 m2 et conditionne du riz, du couscous, des fruits secs, et des épices, pour un chiffre d'affaires s'élevant à 93 627 000 €.

## Culture locale et patrimoine

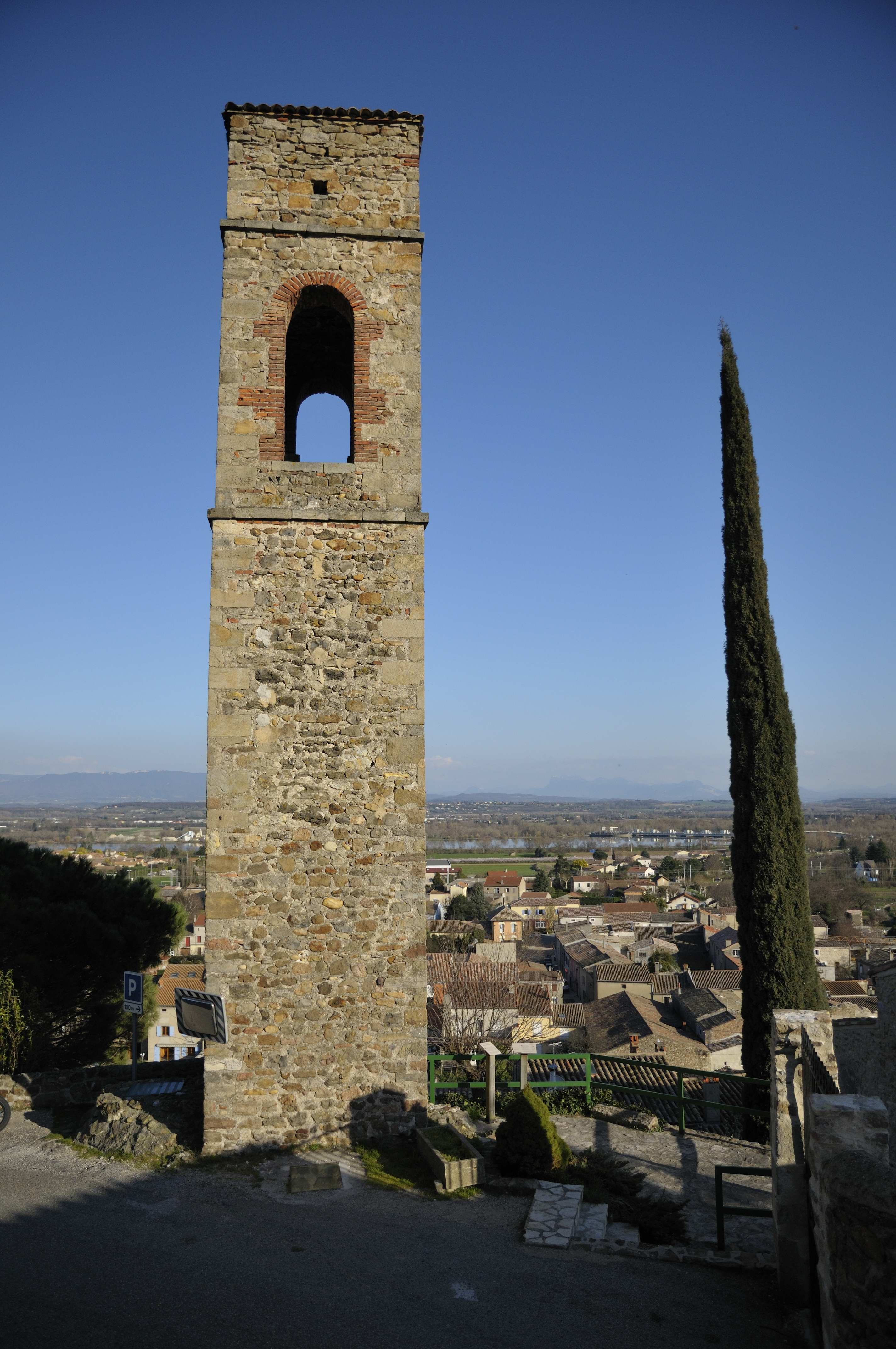
Campanile.

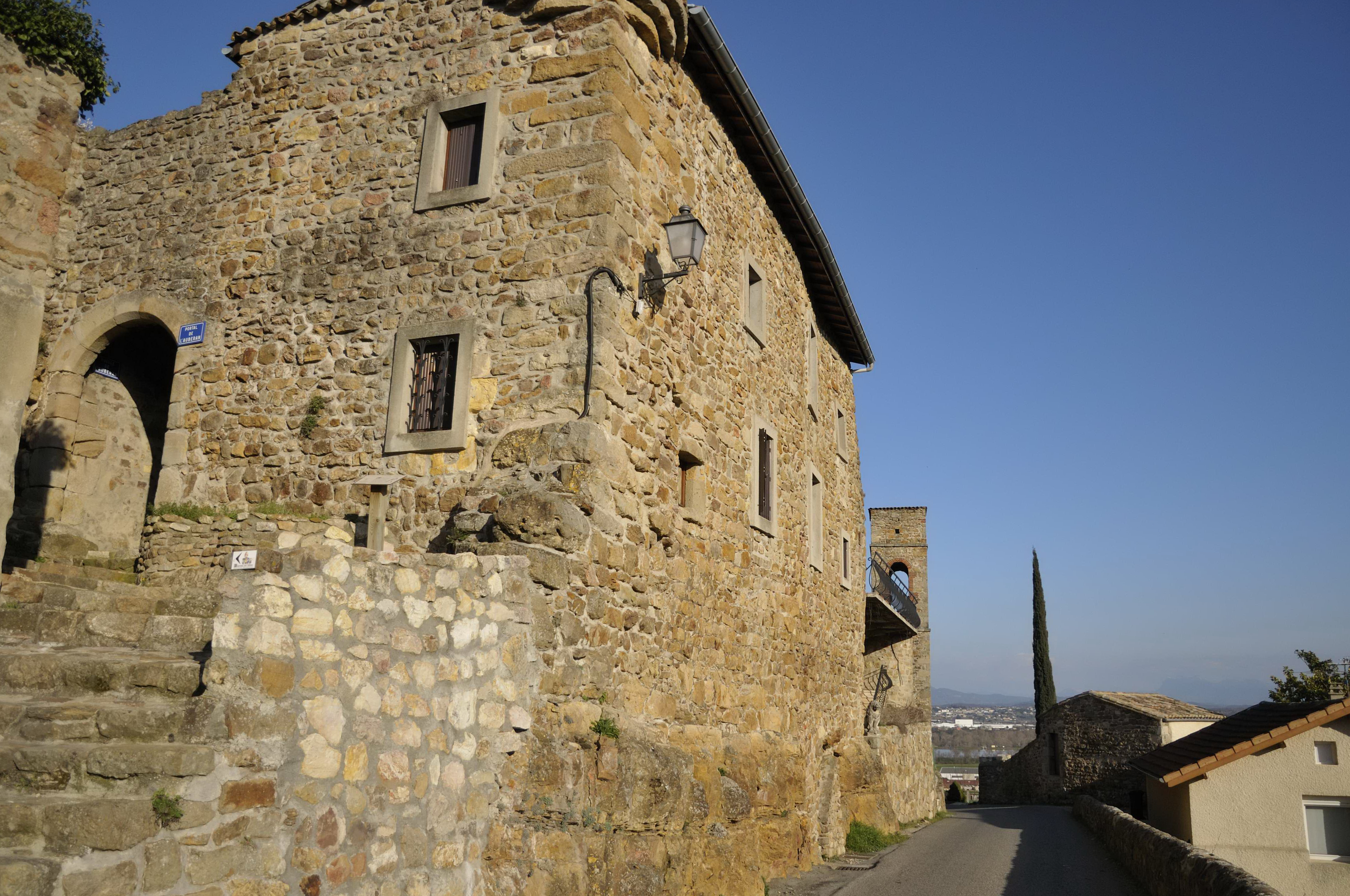
Porte de l'Aubéran.

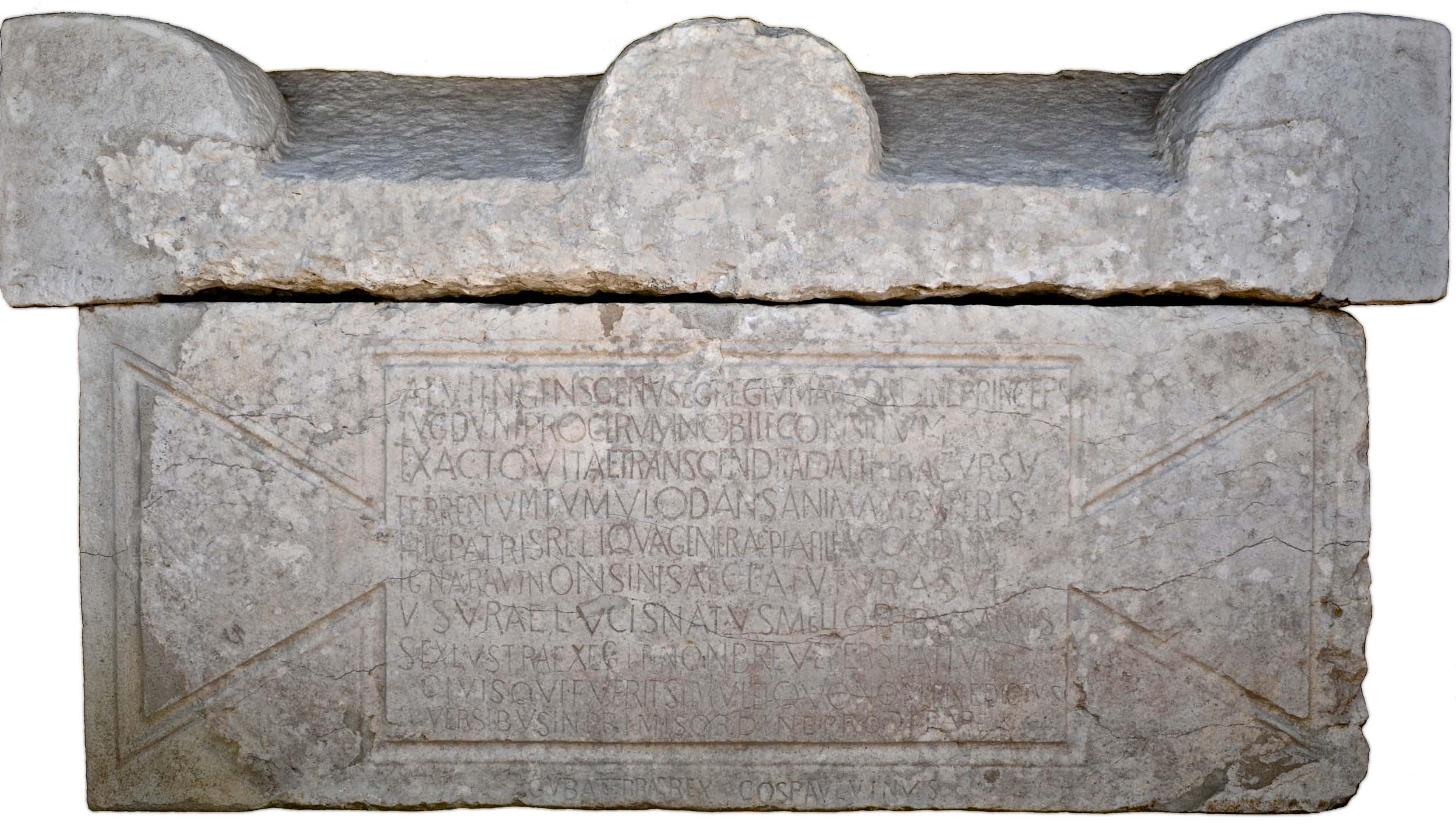
Sarcophage d’Alethius.

### Lieux et monuments
- La porte d'Embroye : c'était la porte d'entrée principale du village. Située dans un virage, elle ne risquait pas d'être attaquée au moyen d'un bélier.
- La pierre de la fontaine située sur la place Embroye est monolithique. C'est un vestige de l'ancien cimetière protestant installé à cet endroit.
- Église Saint-Laurent de Charmes-sur-Rhône.
- L'ancienne église et la cité médiévale : leurs emplacements sont marqués par le campanile caractérisant le village. Cette « tour communale » fut construite, au XIXe siècle, sur les bases de l'ancien clocher.
- La croix de Laye : cette croix marque un ancien carrefour médiéval.
- Les ruines du château féodal.
- Le portal de l'Aubéran : porte d'entrée de la basse cour du château. Son accès était protégé : porte, échauguette, tour, rue étroite en entonnoir. Les tentatives de prises d'assaut ont pu ainsi être réduites.
- Le trou du Loup : passage voûté qui servait autrefois à agrandir les habitations au-dessus de la rue.
- La rue des Vingtins : pour payer la construction des remparts de la cité, un impôt fut créé par le seigneur qui prélevait un vingtième de la récolte de blé. Le nom de Vingtins perpétue le souvenir de cet impôt.
- Le labyrinthe végétal : il est situé sur les hauteurs de Charmes depuis 2001 et ouvert en juillet, août et septembre.
- Le sarcophage d'Alethius. Sarcophage d’un notable lyonnais (VIe siècle) caractérisé par une épitaphe formant acrostiche.

### Personnalités liées à la commune
- Gilles Farcet (né en 1959), écrivain et enseignant spirituel[pourquoi ?].

### Héraldique
| Blason de Charmes-sur-Rhône | Blason  | De sinople au chevron losangé d'or et de sable.  |
| Blason de Charmes-sur-Rhône | Détails | Le statut officiel du blason reste à déterminer. |